# Боцвана на Светском првенству у атлетици на отвореном 2023.
Боцвана је на 19. Светском првенству у атлетици на отвореном 2023. одржаном у Будимпешти од 19. до 27. августа учествовала деветнаести пут, односно, учествовала је на свим првенствима до данас. Репрезентацију Боцване представљало је 12 такмичара (8 мушкараца и 4 жене) који су се такмичили у 7 дисциплина (5 мушких и 2 женске).,
На овом првенству Боцвана је по броју освојених медаља заузела 26. место са 2 освојене медаља (1 сребрна и бронзана).
У табели успешности према броју и пласману такмичара који су учествовали у финалним такмичењима (првих 8 такмичара) Боцвана је са 3 учесника у финалу заузела 24. место са 16 бодова.
| Плас. | Земља   | 1. место | 2. место | 3. место | 4. место | 5. место | 6. место | 7. место | 8. место | Бр. финал. | Бод. |
| ----- | ------- | -------- | -------- | -------- | -------- | -------- | -------- | -------- | -------- | ---------- | ---- |
| 24.   | Боцвана | 0        | 1        | 1        | 0        | 0        | 1        | 0        | 0        | 3          | 16   |

## Учесници
| Мушкарци: - Летсиле Тебого — 100 м, 200 м - Бајапо Ндори — 400 м - Бусанг Колен Кебинатшипи — 400 м - Leungo Scotch — 400 м, 4 х 400 м - Чеписо Масалела — 800 м - Зибане Нгози — 4 х 400 м - Баболоки Тебе — 4 х 400 м - Лаоне Дитшетело — 4 х 400 м | Жене: - Оратиле Нове — 800 м, 4 х 400 м - Лидија Јеле — 4 х 400 м - Галефеле Мороко — 4 х 400 м - Обакенг Камберука — 4 х 400 м |

## Резултати

### Мушкарци
| Атлетичар                                                | Дисциплина | Лични рекорд | Квалификације    | Квалификације | Полуфинале        | Полуфинале        | Финале                | Финале               | Детаљи |
| Атлетичар                                                | Дисциплина | Лични рекорд | Резултат         | Место         | Резултат          | Место             | Резултат              | Место                | Детаљи |
| -------------------------------------------------------- | ---------- | ------------ | ---------------- | ------------- | ----------------- | ----------------- | --------------------- | -------------------- | ------ |
| Летсиле Тебого                                           | 100 м      | 9,91 НР      | 10,11(.102) КВ   | 1. у гр. 4    | 9,98 КВ           | 2. у гр. 3        | 9,88(.873) НР, ЛР     |                      |        |
| Летсиле Тебого                                           | 200 м      | 19,50        | 20,22 КВ         | 1. у гр. 3    | 19,97 КВ          | 2. у гр. 2        | 19,81                 |                      |        |
| Бајапо Ндори                                             | 400 м      | 44,61        | 77,72 КВ         | 1. у гр. 6    | Није завршио трку | Није завршио трку | Није се квалификовао  | Није се квалификовао |        |
| Бусанг Колен Кебинатшипи                                 | 400 м      | 44,91        | 44,80 кв, ЛР     | 4. у гр. 2    | 46,39             | 8. у гр. 2        | Нису се квалификовали | 22 / 41 (45)         |        |
| Leungo Scotch                                            | 400 м      | 44,82        | 45,20 кв         | 5. у гр. 4    | 45,96             | 7. у гр. 1        | Нису се квалификовали | 21 / 41 (45)         |        |
| Чеписо Масалела                                          | 800 м      | 1:45,24      | 1:45,60 кв       | 4. у гр. 1    | 1:44,14 КВ, ЛР    | 2. у гр. 1        | 1:45,57               | 6 / 60 (61)          |        |
| Зибане Нгози Баболоки Тебе Лаоне Дитшетело Leungo Scotch | 4 х 400 м  | 2:57,27 НР   | 2:59,42(.420) кв | 4. у гр. 1    |                   |                   | Дисквалификовани      | Дисквалификовани     |        |

### Жене
| Атлетичарка                                                | Дисциплина | Лични рекорд | Квалификације | Квалификације | Полуфинале            | Полуфинале            | Финале                | Финале       | Детаљи |
| Атлетичарка                                                | Дисциплина | Лични рекорд | Резултат      | Место         | Резултат              | Место                 | Резултат              | Место        | Детаљи |
| ---------------------------------------------------------- | ---------- | ------------ | ------------- | ------------- | --------------------- | --------------------- | --------------------- | ------------ | ------ |
| Оратиле Нове                                               | 800 м      | 2:01,71 НР   | 1:45,60 кв    | 7. у гр. 4    | Није се квалификовала | Није се квалификовала | Није се квалификовала | 45 / 56      |        |
| Лидија Јеле Оратиле Нове Галефеле Мороко Обакенг Камберука | 4 х 400 м  | 3:26,86 НР   | 3:31,85       | 8. у гр. 2    |                       |                       | Нису се квалификовале | 14 / 15 (17) |        |